# Skorogoszcz
Skorogoszcz (tuż po wojnie Szurgoszcz, niem. Schurgast) – wieś w Polsce położona w województwie opolskim, w powiecie brzeskim, w gminie Lewin Brzeski. Dawniej miasto; uzyskał lokację miejską przed 1271 rokiem, zdegradowany w 1945 roku. W latach 1945–1954 i 1973–1975 miejscowość była siedzibą gminy Skorogoszcz. W latach 1975–1998 miejscowość administracyjnie należała do ówczesnego województwa opolskiego.

## Toponimia
Wieś wzmiankowana po raz pierwszy w łacińskim dokumencie z 1223 roku wydanym przez biskupa wrocławskiego Lorenza gdzie zanotowana została w zlatynizowanej, staropolskiej formie Scorogostow. W łacińskim dokumencie z 1228 roku wydanym przez Kazimierza I opolskiego zanotowana została w formie Svorogostou Most, gdzie wymieniona jest w szeregu miejscowości założonych na prawie polskim iure polonico. W kolejnym dokumencie z 1248 miejscowość zanotowana Storogostomnost.
W księdze łacińskiej Liber fundationis episcopatus Vratislaviensis (pol. Księga uposażeń biskupstwa wrocławskiego) spisanej za czasów biskupa Henryka z Wierzbna w latach 1295–1305 miejscowość wymieniona jest w zlatynizowanej formie Surgost. W spisanym po łacinie dokumencie średniowiecznym Bolesława opolskiego z dnia 1 września 1310 roku miasto wymienione jest pod nazwą Surgost. W roku 1613 śląski regionalista i historyk Mikołaj Henel z Prudnika wymienił miejscowość w swoim dziele o geografii Śląska pt. Silesiographia podając jej łacińską nazwę: Schurgastum.
Polską nazwę Szurgoszcz w książce Krótki rys jeografii Szląska dla nauki początkowej wydanej w Głogówku w 1847 wymienił śląski pisarz Józef Lompa.

## Historia
Od roku 1271 do 1945 Skorogoszcz posiadała prawa miejskie, które utraciła decyzją na podstawie rozporządzenia wojewody śląsko-dąbrowskiego. Rozporządzenie to pozbawiało ustroju miejskiego małe miasteczka, które posiadały duży odsetek ludności rolniczej i były silnie zniszczone przez wojnę.
Przekształcono wtedy Skorogoszcz w ośrodek wiejskiej gminy zbiorowej.
Skorogoszcz Zamek / Schloss stanowiła odrębna gminą, i od końca XVIII w. posiadała własną pieczęć gminną, na której przedstawiono  budynek stojący pomiędzy dwoma drzewami.

## Zabytki
Do wojewódzkiego rejestru zabytków wpisane są:
- kościół par. pw. św. Jakuba, 1852 r.,
- cmentarz ewangelicki, obecnie rzym.-kat., z 1750 r.,
- ogrodzenie z bramą i furtą,
- park, z pierwszej poł. XVIII w., XIX w.,
- wodociągowa wieża ciśnień, ul. Zamkowa, z 1910 r.

Inne zabytki:
- cmentarz żydowski

## Szkoły

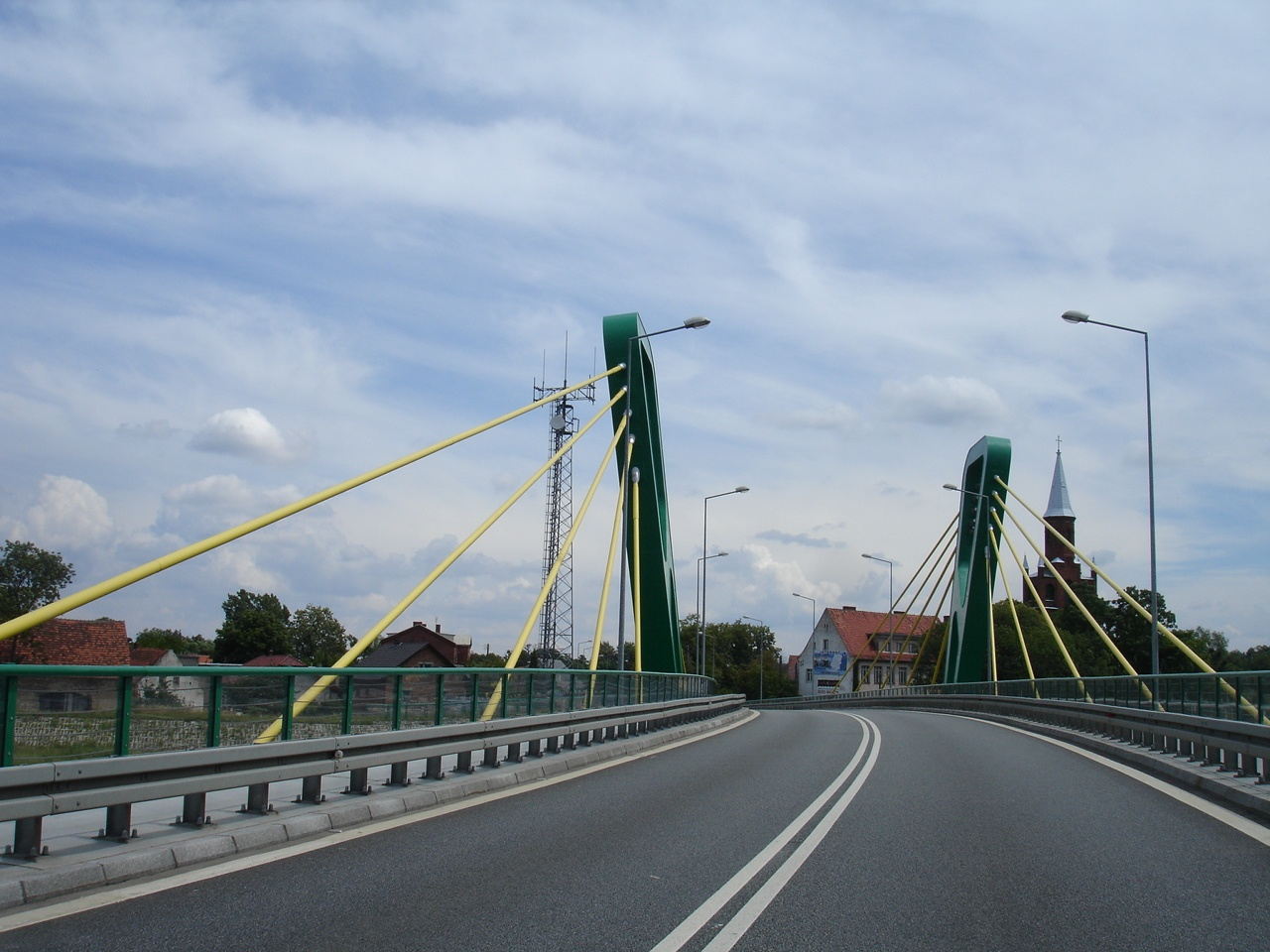
Skorogoszcz (nowy most), droga krajowa nr 94 Opole - Wrocław

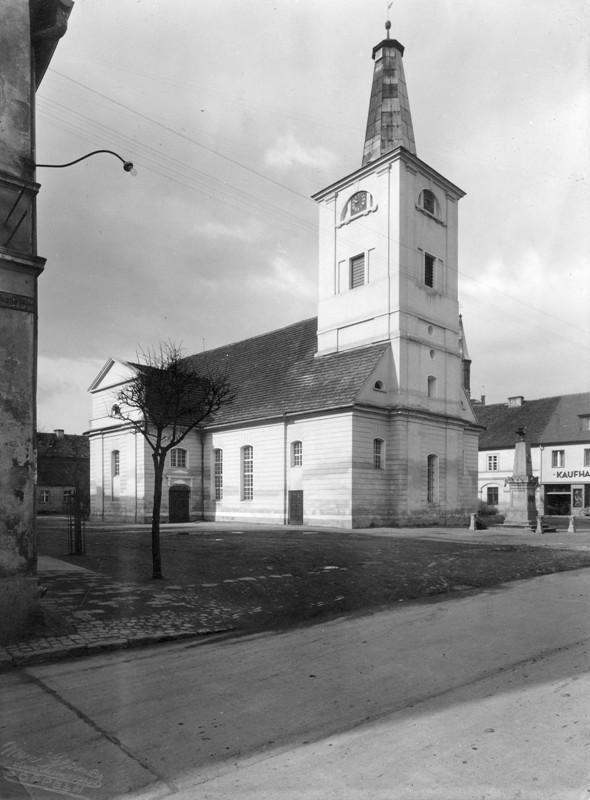
Dawny kościół ewangelicki na rynku, 1934 r.

- Publiczna Szkoła Podstawowa im. Kawalerów Orderu Uśmiechu
- Publiczna Szkoła Podstawowa w Skorogoszczy, jako pierwsza szkoła na świecie, przyjęła w marcu 2003 imię Kawalerów Orderu Uśmiechu.

## Osoby związane ze Skorogoszczą
- Karl Gratza (1820–1876) – niemiecki duchowny katolicki, administrator parafii Skorogoszcz (1853–1865), poseł do Reichstagu (1875–1876)
- Józef Wojaczek (1901–1993) – polski duchowny katolicki, Misjonarz z Mariannhill
- Jerzy Greiner (1905–1945) – polsko-niemiecki duchowny katolicki
- Dominicus Germanus de Silesia (1588–1670) – niemiecki franciszkanin